# 2-氨基噻唑
2-氨基噻唑（英语：2-Aminothiazole）是一种以噻唑为核心的杂环胺。它也可以被认为是环状异硫脲。有类似吡啶的气味，易溶于水、醇和乙醚。它通常用作合成许多化合物的起点，包括硫药物、杀菌剂、染料和化学反应促进剂。 2-氨基噻唑可作为甲状腺抑制剂治疗甲亢，并具有抗菌活性。或者，可以使用其酸式酒石酸盐。最近使用受朊病毒感染的神经母细胞瘤细胞系的研究表明，氨基噻唑可用作治疗朊毒体疾病的药物。
许多药物包含2-氨基噻唑：阿伐曲泊帕、amthamine、阿米苯唑、阿巴芬净、阿考替胺、普拉克索。